# 존 코스텔로 (배우)
존 A. 코스텔로(영어: John A. Costelloe, 1961년 11월 8일~2008년 12월 18일)는 미국의 배우다. 배우로 활동하기 전에는 소방관이었다. 2008년 12월 18일에 브루클린에 있는 자택에서 권총으로 자살했고, 이틀 후 시신이 발견됐다. 유족들은 그의 죽음에 매우 놀랐으며, 그가 왜 자살을 했는지 모르겠다고 밝혔다.

## 작품 목록

### 영화
- 《브루클린으로 가는 마지막 비상구》 (1989)
- 《다이하드 2》 (1990)
- 《맨해튼 미스터리》 (1993)
- 《다우트》 (2008)

### 드라마
- 《로앤오더》 (2000)
- 《소프라노스》 (2006)